# Florence Ita Giwa
Florence Ita Giwa (Atabong, Bakassi, Cross River, 19 de fevereiro de 1946) é uma política nigeriana que foi senadora pelo distrito eleitoral de Cross River South no estado de Cross River. Foi enfermeira no Reino Unido e também trabalhou nos jornais The Guardian Nigeria Newspaper e West African Pilot.

## Carreira
Estudou enfermagem no Kilburn Polytechnic em Londres, Reino Unido. Logo tornou-se enfermeira, depois passou a representar um grupo farmacêutico do Reino Unido chamado Beecham, depois se mudou para o grupo farmacêutico Standall Pharmaceutical, onde representava o estado de Lagos. Ela se casou com Dele Giwa, editor fundador da revista News Watch, a união dos dois durou apenas dez meses.

### Política
Ita-Giwa ingressou na política e logo se tornou presidente do partido CNR representando o estado de Delta. Posteriormente, ela foi eleita membro da Câmara dos Deputados federal, onde ficou de 1992 a 1993, e foi membro do comitê de devolução do poder para a assembléia constituinte, entre 1994 e 1995. Durante seu mandato, defendeu diversos interesses de Bakassi e ganhou o apelido de "Mãe dos Bakassi".  Ita Giwa foi eleita senadora pelo distrito eleitoral de Cross River South em abril de 1999 e foi nomeada para os comitês de Regras e Procedimentos, Meio Ambiente, Relações Exteriores, Mulheres, Delta do Níger e Drogas e Narcóticos.
Depois de deixar o Senado em 2003, ingressou no PDP, Partido Democrata Popular, e tornou-se consultora especial do presidente Olusegun Obasanjo em assuntos da Assembléia Nacional. Em maio de 2010, havia rumores de que faltavam fundos na conta do Comitê de Reassentamento de Bakassi, presidido por Ita Giwa, que pediu à Comissão de Crimes Econômicos e Financeiros para investigar o assunto.
Em 2006 defendeu um projeto de lei que permitia que o presidente, Olusegun Obasanjo, concorresse a um terceiro mandato, a proposta não alcançou os 2/3 necessários e foi rejeitada pelo parlamento.